# Мартин Р. Дин
Мартин Р. Дин (на немски: Martin R. Dean) е швейцарски белетрист, драматург, преводач, есеист, роден в Менцикен, кантон Ааргау.

## Биография
Мартин Ролф Дин е роден на 17 юли 1955 г. в семейството на лекар от Тринидад с индийски произход. През 1976 г. завършва гимназия в Аарау. През 1977 г. започва да следва германистика, философия и етнология в Базелския университет. Дипломира се през 1986 г.
През тези години Мартин Р. Дин много пътува и дълго време живее в чужбина – Южна Америка, Португалия, Франция, Гърция и Италия. От 1990 преподава немски език и философия в различни гимназии. Днес писателят живее в Базел.
Още като студент Мартин Р. Дин публикува в авторитетното издателство „Карл Ханзер“ първата си книга – романа „Потайните градини“. Книгата веднага привлича вниманието и авторът ѝ получава наградата на кантона Люцерн и литературната награда на град Раурис, Австрия. А голямата стипендия на кантона Ааргау му позволява да напише втората си книга – „Жената с перата“ (1984). Тя носи подзаглавие „Пет вариации върху любовта“. Следва поредица от романи, които му носят много награди и отличия.

## Награди и отличия
- 1983: „Рауризка литературна награда“ за „Потайните градини“
- 1988: „Литературна награда на Ааргау“
- 1988: Literaturpreis des Kulturkreises im Bundesverband der Deutschen Industrie
- 1988/89: Stipendiat im Istituto Svizzero in Rom
- 1990: Preis der Frankfurter Autorenstiftung
- 1994: „Награда на Швейцарска Фондация „Шилер““ за цялостно творчество
- 1997: Gastdozentur als Poet in residence an der Universität Duisburg-Essen
- 1999: Förderpreis der Akademie der Künste Berlin
- 2003: „Награда на Швейцарска Фондация „Шилер““ за отделна творба